# Paolo Belli Blanes
Paolo Belli, in arte Pellegrino Blanes (Firenze, 1774 – Firenze, 15 ottobre 1823), è stato un attore teatrale italiano.
Fu primo attore della Compagnia Vicereale tra il 1804 e il 1814 ed in seguito diresse una propria compagnia con Anna Fiorilli Pellandi.
Prediletto da Vittorio Alfieri, fu definito "il Talma italiano" da Stendhal.